# Лоизиду против Турции
Лоизиду против Турции (англ. Loizidou v. Turkey) — знаковое судебное дело о праве беженцев вернуться в свои прежние домовладения. 

## Предыстория
Гражданка Кипра Титина Лоизиду выросла на севере острова, в Кирении, где владела несколькими участками земли. В 1972 году она вышла замуж, после чего переехала с мужем в Никосию. С 1974 года после турецкого вторжения на Кипр и раздела острова на греческую и турецкую части она была лишена доступа к своей собственности. В течение более чем 20 лет женщина неоднократно пыталась вернуться в свой дом в Кирении, однако протурецки настроенные власти оккупированной части отказывали ей во въезде.
19 марта 1989 года женщины из организации греческих киприотов «За возвращение женщин домой», объявив о своем желании пересечь разделительную линию, организовали шествие. Из Никосии они прибыли в приграничную деревню Лимбия, где перешли буферную зону и линию расположения турецких войск. Некоторые женщины, в том числе и госпожа Лоизиду, были арестованы полицейскими турецкой общины. В тот же день они были освобождены официальными представителями ООН в Никосии, которые переправили их на греческую территорию.

## Рассмотрение дела
22 июля 1989 года Титина Лоизиду от лица более 200 тысяч греческих киприотов, которые были вынуждены покинуть свои владения на севере острова, обратилась в Европейскую комиссию по правам человека, обвиняя Турцию в нарушении статей 3, 5 и 8 Конвенции о защите прав человека и основных свобод.